# Nichijô
Nichijô (日常, Nichijō, litt. « Quotidien ») est un manga écrit et illustré par Keiichi Arawi. Il est prépublié entre décembre 2006 et décembre 2015 dans le magazine Monthly Shōnen Ace de l'éditeur Kadokawa Shoten, et compte un total de douze tomes.
Le 20 octobre 2021, l'auteur annonce le retour de la sérialisation de Nichijô dans le Monthly Shōnen Ace à partir du 26 octobre 2021. Une version française du manga est annoncée par Noeve Grafx pour septembre 2023.
Une adaptation en série télévisée d'animation produite par le studio Kyoto Animation a été diffusée au Japon entre avril et septembre 2011, précédée en mars 2011 par un OAV servant de prologue. La série arrive en français sur Animation Digital Network en décembre 2022 sous le titre Nichijô - My Ordinary Life.

## Synopsis
La série suit la vie quotidienne de diverses personnes dans la ville de Tokisadame, notamment l'énergique Yūko Aioi, la brillante et joyeuse Mio Naganohara, la calme et impassible Mai Minakami, l'androïde inquiète Nano Shinonome, sa jeune créatrice la professeure et Sakamoto, un chat doué de parole. 
Diverses bizarreries et absurdités abondent, comme une fille robotique faite par une scientifique de huit ans, un garçon qui monte une chèvre à l'école avec son majordome, une fille qui peut se procurer divers fusils, un chat qui peut parler et un directeur qui a déjà lutté contre un cerf. Malgré son ton décalé et des personnages spéciaux, les élèves mènent encore une vie normale.

## Personnages

### Personnages principaux
Yūko Aioi (相生 祐子, Aioi Yūko)
Voix japonaise : Mariko Honda
Yūko est une collégienne énergique aux cheveux châtains courts. Son principal aspect négatif est qu'elle est paresseuse dans ses travaux scolaires et se retrouve souvent à demander à Mio et Mai de copier leurs devoirs. Elle sait que Nano est un robot, mais n'en parle jamais avec les autres. Bien qu’elle soit facile à vivre, si elle se sent insultée, son humeur change de façon radicale. Son surnom est Yukko (ゆっこ). Elle accueille souvent ses amis avec "Selamat pagi" (indonésien/malais pour bonjour). Elle a aussi la fâcheuse tendance à se trouver dans des situations ridicules ou à faire mal, que ce soit par une bêtise qu'elle a enclenchée ou complètement par hasard.
Mio Naganohara (長野原 みお, Naganohara Mio)
Voix japonaise : Mai Aizawa
Mio est une fille sportive aux cheveux bleu clair coiffés en deux couettes retenus par deux petits cubes en bois. Elle a le béguin pour Kōjirō Sasahara. À première vue, elle peut sembler normale contrairement à ses amis, mais elle est souvent d'humeur explosive et est sujette à des crises de colère. Elle embarque souvent dans l'humour de Yūko pour lui faire plaisir. Elle est aussi une artiste de manga talentueuse, mais qui a la fâcheuse tendance de dessiner de douteux dessins de Kōjirō dans ses carnets, particulièrement sous forme de Yaoi.
Mai Minakami (水上 麻衣, Minakami Mai)
Voix japonaise : Misuzu Togashi
Mai est une fille d'un tempérament plutôt calme et très intelligente. Elle est polymathe, excellant dans l'utilisation de projectiles, la pêche, la sculpture sur bois et au bras de fer. Contrairement à son apparence, elle a un sens plutôt excentrique de l'humour, frustrant souvent ses amis avec ses farces. Elle a deux chiens qui partagent également le sens de l'humour de leur maître. Il semblerait qu'au fil des épisodes, Mai commence par éprouver certains sentiments envers Yūko, mais cette dernière ne saurait quoi répondre ayant souvent l'habitude de subir des farces de la part de Mai.
Nano Shinonome (東雲 なの, Shinonome Nano)
Voix japonaise : Shizuka Furuya
Nano est une écolière androïde construite par la professeure. Elle a souvent peur que l’on découvre qu’elle est un robot, pourtant tout le monde le sait déjà en raison de la clé exposée dans son dos. Ses membres tombent ou s'ouvrent parfois, révélant des gâteaux et autres articles douteux que la professeure lui a installés sans qu'elle ne s'en aperçoive. Elle est la gardienne de la professeure et prend soin de toutes les tâches ménagères dans la maison.
Professeure (はかせ, Hakase)
Voix japonaise : Hiromi Konno
La professeure est une scientifique de huit ans. Elle a conçu Nano, et effectue souvent différentes modifications sur celle-ci sans qu'elle ne s'en aperçoive, mais refuse de retirer la clé dans son dos, trouvant cela mignon. Malgré son intelligence, elle agit toujours comme un enfant de son âge. Son animal préféré est le requin. Elle ne va pas à l'école, apparemment parce qu'elle a déjà son diplôme, et passe à la place ses journées à jouer autour de la maison. Bien qu'il ne soit jamais mentionné, son nom de famille est apparemment Shinonome.
Sakamoto (阪本)
Voix japonaise : Minoru Shiraishi
Sakamoto est un chat noir, il porte un foulard rouge créé par la professeure et qui lui permet de parler. En année de chat, il aurait 20 ans de plus que Nano et la professeure. Il parle d'un ton condescendant à leur égard et essaie d'agir comme l'adulte de la maison, mais à sa honte, il succombe parfois à ses habitudes de chat. Un running gag est sa tendance à endurer des sévices comiques entre les mains de la professeur, généralement sous la forme d'un attrape-nigaud enfantin. C'était autrefois le chat de Mme Nakamura et son nom original était alors Taisho (boss).

### Enseignants
Izumi Sakurai (桜井 泉, Sakurai Izumi)
Voix japonaise : Mami Kosuge
Izumi Sakurai est une jeune professeure, constamment agitée et facilement effrayée. Elle est professeur d'anglais et conseillère d'orientation. Elle essaie de faire respecter les règles de l'école, mais sans réussite notable en raison de son tempérament timide et passif. Elle est la sœur aînée de Makoto Sakurai.
Manabu Takasaki (高崎 学, Takasaki Manabu)
Voix japonaise : Tetsu Inada
Manabu Takasaki est un enseignant qui a des sentiments romantiques envers Izumi, mais est incapable de les lui avouer, étant trop timide pour l'admettre. Ces sentiments l'ont amené à devenir le conseiller du club de Go-football après que Makoto l'ait corrompu avec des photos de sa sœur.
Principal Shinonome (校長先生 (東雲), Kōchō-sensei (Shinonome))
Voix japonaise : Chō
Shinonome est le principal de l'école où une partie de l'histoire se déroule. Chauve, il est bien connu pour ses vieilles blagues et jeux de mots, il est cependant un lutteur talentueux.
Vice Principal Kōsuke Ōra (教頭先生 (邑楽 耕介), Kyōtō-sensei (Ōra Kōsuke))
Voix japonaise : Hiroshi Naka
Le vice principal est connu pour porter des lunettes et une cravate jaune, il déteste le principal et ne cache pas les méchancetés qu'il lui fait. Il était l'ancien principal de l'école et est particulièrement amer à propos de sa rétrogradation.
Kana Nakamura (中村 かな)
Voix japonaise : Kaoru Mizuhara
Mme Nakamura est une professeure de sciences qui est  obsédée par la nature robotique de Nano. Elle complote constamment pour capturer celle-ci afin de pouvoir l'étudier, mais ses machinations se retournent toujours contre elle.

### Étudiants
Kōjirō Sasahara (笹原 幸治郎, Sasahara Kōjirō)
Voix japonaise : Yoshihisa Kawahara
Un riche et flamboyant lycéen qui agit comme un aristocrate, alors qu'en réalité, les membres de sa famille sont seulement agriculteurs. Il aime monter sa chèvre Kojirō Sasahara (笹原 コジロウ, Sasahara Kojirō) (nommée d'après lui-même) à l'école et est souvent vu avec son majordome.
Misato Tachibana (立花 みさと, Tachibana Misato)
Voix japonaise : Chika Horikawa
Lycéenne ressemblant énormément à Yūko excepté ses cheveux qui sont de couleur pêche. Elle a la fâcheuse tendance de tirer sur Kōjirō avec diverses armes à feu et autres armes lourdes qui sortent de nulle part, attaques auxquelles il survit à chaque fois miraculeusement bien qu'étant touché. Misato cache en réalité de tendres sentiments pour Kōjirō, mais en raison de son attitude tsundere, elle les nie constamment ou tire sur Kōjirō lorsqu'il la taquine.
Tsuyoshi Nakanojō (中之条 剛, Nakanojō Tsuyoshi)
Voix japonaise : Kazutomi Yamamoto
Un étudiant avec un Mohawk naturel qu'il déteste. Tsuyoshi veut devenir scientifique et ne croit pas au surnaturel.
Haruna Annaka (安中 榛名, Annaka Haruna)
Voix japonaise : Kaori Sadonaka
Une fille avec un grand ruban sur la tête. Elle aime lire des mangas.
Kenzaburō Daiku (大工 健三郎, Daiku Kenzaburō)
Voix japonaise : Ryōta Yoshizaki
Un garçon aux cheveux bruns qui est le président du club de Go-football. Son riche père est le président des industries DAIKU.
Yuria Sekiguchi (関口 ユリア, Sekiguchi Yuria)
Voix japonaise : Ai Hirosaka
Une jeune fille calme qui est une membre du club de go-football. Elle a le béguin pour Daiku Kenzaburō, le président du club, et reste dans le club pour qu'il ne soit pas seul.
Makoto Sakurai (桜井 誠, Sakurai Makoto)
Voix japonaise : Takahiro Hikami
Makoto est le frère cadet de Izumi, qui a rejoint le club de go-football. Il est très doué dans ce sport.
Tanaka (田中)
Voix japonaise : Kōta Yamaguchi
Un garçon avec une grande coiffure afro. Il est ami avec Tsuyoshi Nakanojō.
Weboshī (ウェボシー, Weboshī)
Voix japonaise : Yōko Tamaoki
Weboshī est une camarade de classe de Misato aux cheveux verts avec une queue de cheval. Son vrai nom est inconnu.
Fet-chan (フェっちゃん)
Voix japonaise : Yumi Higuchi
Fet-chan est une camarade de classe de Misato. Elle termine ses phrases par "fe". Son vrai nom est inconnu.
Mihoshi Tachibana (立花 みほし, Tachibana Mihoshi)
Voix japonaise : Manami Honda
Mihoshi est la sœur cadette de Misato, elle est une étudiante de kendo.

### Autres personnages
Yoshino Naganohara (長野原 よしの, Naganohara Yoshino)
Voix japonaise : Motoko Kobayashi
Yoshino est la sœur aînée de Mio, qui va à l'université. Elle aime porter des costumes et joue souvent des tours aux autres. Elle est également de niveau plus élevé au Kendo que Misato et Mihoshi, un sport pour lequel elle est naturellement douée.

## Production et supports

### Manga
Nichijô est une série de manga écrite et dessinée par Keiichi Arawi. Elle a débuté dans le numéro de décembre 2006 du magazine Monthly Shōnen Ace et a été temporairement publiée dans le magazine Comptiq entre les numéros de mars 2007 et juillet 2008.
En 2015, la série est conclue avec son dixième tome. On apprend plus tard que la cause de cet arrêt est un burnout ayant amené l'auteur à se tourner vers l'illustration de romans, moins exigeante. Il revient finalement au manga en 2016 avec CITY. Après la fin de cette série en 2021 et porté par les messages des fans qui l'ont suivi jusque là, il annonce reprendre la publication de Nichijô en octobre 2021. Le 25 octobre 2024, 12 volumes ont été publiés au Japon
Une version française du manga est annoncée par Noeve Grafx pour septembre 2023. La sortie du premier tome est finalement repoussée en octobre 2023.

#### Liste des volumes
| no                                                               | Japonais         | Japonais          | Français          | Français          |
| no                                                               | Date de sortie   | ISBN              | Date de sortie    | ISBN              |
| ---------------------------------------------------------------- | ---------------- | ----------------- | ----------------- | ----------------- |
| 1                                                                | 24 juillet 2007  | 978-4-04-713949-7 | 27 octobre 2023   | 978-2-38316-310-7 |
| 2                                                                | 24 octobre 2007  | 978-4-04-713980-0 | 16 février 2024   | 978-2-38316-444-9 |
| 3                                                                | 24 juillet 2008  | 978-4-04-715089-8 | 19 septembre 2025 | 978-2-38316-685-6 |
| 4                                                                | 22 janvier 2009  | 978-4-04-715171-0 | —                 |                   |
| 5                                                                | 22 octobre 2009  | 978-4-04-715311-0 | —                 |                   |
| 6                                                                | 19 mars 2011     | 978-4-04-715651-7 | —                 |                   |
| Extra : Le tome 6 est sorti en édition limitée contenant un OAV. |                  |                   |                   |                   |
| 7                                                                | 22 octobre 2011  | 978-4-04-120025-4 | —                 |                   |
| 8                                                                | 23 octobre 2012  | 978-4-04-120456-6 | —                 |                   |
| 9                                                                | 10 décembre 2013 | 978-4-04-120880-9 | —                 |                   |
| 10                                                               | 26 décembre 2015 | 978-4-04-103335-7 | —                 |                   |
| 11                                                               | 26 décembre 2022 | 978-4-04-113263-0 | —                 |                   |
| 12                                                               | 25 octobre 2024  | 978-4-04-115620-9 | —                 |                   |

### Anime
L'adaptation en série télévisée d'animation a été annoncée en mai 2010. Avant sa diffusion, un OAV est sorti le 10 mars 2011 avec l'édition limitée du volume 6 du manga,. La série télévisée est produite par le studio Kyoto Animation avec une réalisation de Tatsuya Ishihara et un scénario de Jukki Hanada. Elle a été diffusée du 3 avril au 25 septembre 2011 sur TV Aichi. Les 26 épisodes sont compilés en DVD/Blu-ray contenant différents bonus.
Hors du Japon, la série est diffusée en streaming par Funimation, et fut diffusée par Crunchyroll jusqu'au 9 novembre 2018. En France, la série est disponible sur la plateforme de vidéo à la demande ADN depuis le 22 décembre 2022.

#### Génériques
| Titre                                                                | Artiste      | Épisodes         |
| -------------------------------------------------------------------- | ------------ | ---------------- |
| Hyadain no Kakakata Kataomoi - C (ヒャダインのカカカタ☆カタオモイ-C) | Hyadain (ja) | 1-6, 8-13        |
| Hyadain no Jōjō Yūjō (ヒャダインのじょーじょーゆーじょー)            | Hyadain      | 14-16, 18-23, 25 |

| Titre                                                                                 | Artiste                                                       | Épisodes |
| ------------------------------------------------------------------------------------- | ------------------------------------------------------------- | -------- |
| Zzz                                                                                   | Hyadain (ja)                                                  | 1-3,5    |
| Zzz (version Bossa Nova)                                                              | Hyadain (ja)                                                  | 2, 10-13 |
| Zzz (version A capella)                                                               | Hyadain (ja)                                                  | 6-9      |
| Tsubasa wo kudasai (翼をください)                                                     | Murai Kunihiko (ja)                                           | 14       |
| Kikyū ni Notte Doko made mo (気球にのってどこまでも)                                  | Takekuni Hirayoshi (ja)                                       | 15       |
| My Ballad (マイバラード, Mai Barādo)                                                  | Takao Matsui (ja)                                             | 16       |
| Kaijū no Ballad (怪獣のバラード)                                                      | Osamu Shōji (ja)                                              | 17       |
| Green, Green (en) (グリーングリーン, Gurīn Gurīn)                                     | Barry McGuire Randy Sparks (en)                               | 18       |
| Yasei no Uma (野生の馬)                                                               | Saburō Iwakawa (ja)                                           | 19       |
| Ano Subarashii Ai o Mō Ichido (あの素晴しい愛をもう一度)                              | Kazuhiko Katō                                                 | 20       |
| Sudachi no Uta (巣立ちの歌)                                                           | Saburō Iwakawa                                                | 21       |
| Aogeba Tōtoshi (仰げば尊し)                                                           | Compositeur inconnu missionné par le ministère de l'éducation | 22       |
| Sora ga Konna ni Aoi to wa (空がこんなに青いとは)                                     | Teruyuki Noda (ja)                                            | 23       |
| Yūki Hitotsu o Tomo ni Shite (勇気一つを友にして)                                     | Nobuyoshi Koshibe (ja)                                        | 24       |
| Let's Search for Tomorrow (レッツ サーチ フォー トゥモロー, Rettsu sāchi fō to~umorō) | Akinori Ōsawa (ja)                                            | 25       |
| Tabidachi no Hi ni (旅立ちの日に)                                                     | Hiromi Sakamoto                                               | 26       |

## Réception et ventes
1 005 300 tankōbon de la série de manga sont vendus en 2011, atteignant la 49e place dans le classement d’Oricon concernant les meilleures ventes de l’année.
La série animée a des ventes faibles de DVD et Blu-ray, n’atteignant pas le seuil de rentabilité selon le directeur d’animation Shunji Suzuki. 924 copies du premier DVD sont vendues lors de la première semaine de vente, quand le deuxième et le quatrième volume ont vendu plus de 2 000 copies dans leur première semaine de vente,.
Le critique Carl Kimlinger de Anime News Network donne aux sept premiers épisodes de la série la note de B, déclarant que l’anime est une « comédie tranche de vie avec un penchant pour la folie et un goût pour la mignonnerie… ». Il salue particulièrement l’animation vivante donnée à la série par Kyoto Animation : « une chance rare de voir des animateurs talentueux s’adonner pleinement à leur amour pour l’art. ».
Son confrère, le critique Theron Martin de Anime News Network, déclare dans sa critique de l’épisode 1 que, malgré la capacité de la série à divertir, ce n’est « absolument pas une série pour tout le monde ».
Chris Beveridge, du défunt Mania.com, critique les quatre premiers épisodes, donnant à chaque épisode successif une note plus faible (B pour le premier épisode à D+ pour le quatrième épisode). Dans sa critique de l’épisode 4, Chris déclare que « [Nichijô est] tellement superficiel et rempli d’inutilités qu’il en est difficile d’être enthousiaste »,,,.
Après la sortie nord-américaine du Blu-ray de Nichijô en février 2017, Nick Creamer, du site Anime News Network, écrit une critique très positive de la série, la considérant comme « l’un des meilleurs anime comique de l’histoire », contrastant ainsi avec les avis plus critiques de ses confrères,,. Nick Creamer déclare aussi qu' « En tant que suite tumultueuse de sketches insensés, Nichijô est un succès sans précédent… Bénis par l’une des plus belles animations que l’on ait pu voir récemment, presque tous les gags sont sublimés par une sorte de beauté surréaliste. Qui plus est, dans cette série, les émotions sont presque aussi fortes que le sens de l’humour ».
Chris Beveridge revoit sa précédente critique, donnant cette fois-ci un score de A+, déclarant que « [Nichijô] est l’une des rares séries culte de grande qualité, dont la richesse, les multiples niveaux d’interprétation et la comédie, que je ne peux que trop vous recommander, font que le monde va négliger cette série ».
L’équipe éditoriale de Crunchyroll choisit Nichijô comme l’un des trente-cinq meilleurs anime des années 2010. L’écrivaine Kara Dennison commente que Nichijô est « une série tranche de vie familière », dont les personnages et « le style d’art charmant fait qu’il est impossible de passer à côté ».
Pour Forbes, la journaliste Lauren Orsini considère Nichijô comme l’un de ses anime préférés de 2011, écrivant que « peu importe que l’histoire soit aussi excentrique, son dévouement pour dépeindre ces adolescentes réalistes et maladroites vous rendra heureux. »

### Édition japonaise
1. 1 2  Tome 1
2. 1 2  Tome 2
3. 1 2  Tome 3
4. 1 2  Tome 4
5. 1 2  Tome 5
6. 1 2  Tome 6
7. 1 2  Tome 7
8. 1 2  Tome 8
9. 1 2  Tome 9
10. 1 2  Tome 10
11. 1 2  Tome 11
12. 1 2  Tome 12

### Édition française
1. 1 2 3  « Vol.1 Nichijô - Manga », sur manga-news.com (consulté le 18 mai 2023).
2. 1 2  « Vol.2 Nichijô - Manga », sur manga-news.com (consulté le 19 novembre 2023).
3. 1 2  « Vol.3 Nichijô - Manga », sur manga-news.com (consulté le 16 août 2025).